# カンパネッレ
カンパネッレ(Campanelle)は、縁にひだの付いた円錐形またはカンパニュラの花の形をしたパスタの一種である。Campanelleは、イタリア語でカンパニュラ（ベルフラワー）またはハンドベルの意味を持つ。他に、ジッリ(gigli)やtrompettiと呼ばれることもある。濃いソースとともに食べたり、キャセロール料理に用いられる。